# Cassiano Gabus Mendes
Cassiano Gabus Mendes (São Paulo, 29 de julho de 1927 — São Paulo, 18 de agosto de 1993) foi um radialista, autor e pioneiro da televisão no Brasil. Filho do radialista Otávio Gabus Mendes e pai dos atores Cássio e Tato Gabus Mendes.
Escreveu novelas de grande sucesso como Anjo Mau, Locomotivas, Que Rei Sou Eu?, Ti Ti Ti, Brega & Chique, Meu Bem, Meu Mal e Elas por Elas. Se consagrou no horário das 19 horas da Rede Globo e foi fundamental na consolidação deste como reservado a tramas dinâmicas, voltadas ao público jovem e usando de comédias românticas. Locomotivas é a maior audiência da faixa até os dias atuais.

## Biografia
Foi um profissional extremamente versátil, tendo sido ator, roteirista, diretor, produtor, sonoplasta, contrarregra e autor de telenovelas. Antes da inauguração da televisão no Brasil, Lima Duarte fora escolhido para ser o principal diretor da futura TV Tupi, mas recusou. Cassiano foi a segunda opção e tornou-se assim o primeiro diretor artístico da televisão brasileira, comandando a TV Tupi por mais de uma década.
Na primeira década criou vários programas que entraram para a história da televisão, como TV de Vanguarda e Alô Doçura. Após uma breve passagem pela TV Excelsior em 1967, voltou à Tupi e concebeu outro marco, a telenovela Beto Rockfeller. Com a decadência da Tupi passou brevemente pela TV Cultura antes de chegar à Rede Globo, na qual só encontrou vaga como autor de telenovelas. Como não havia melhor opção, aceitou e se tornou um dos maiores autores do gênero. Cassiano dizia que a vantagem de ser um autor era a de que não precisava comparecer à emissora diariamente.
A crítica demorou a reconhecer o brilhantismo de Cassiano. Suas novelas eram vistas como exibições fúteis do conflito entre ricos e pobres, até se começar a notar que Cassiano, na verdade, era um amargo observador da mesquinharia humana, e que a futilidade dos personagens era vista com um olhar impiedoso e cruel. Cassiano não admirava nem um pouco seus personagens, eles eram um retrato amargo de uma sociedade vazia e superficial.
A novela Anjo Mau (1976) foi seu sucesso mais popular, protagonizado por Susana Vieira e que ganharia um remake 21 anos depois, desta vez protagonizado por Glória Pires e adaptado por sua fiel colaboradora Maria Adelaide Amaral. O remake também foi bem sucedido, mesmo não repetindo o estrondoso sucesso da versão original (que, segundo consta, contava até com o ex-presidente Juscelino Kubitschek como fã).
Embora tenha escrito sucessos nos anos 70, como Locomotivas (1977), Te Contei? (1978) e Marron Glacê (1979-1980), se consagrou mesmo na década seguinte, conseguindo grandes êxitos de público e crítica com inesquecíveis tramas do horário das 19h, como Elas por Elas (1982), Ti Ti Ti (1985-86), Brega & Chique (1987) e principalmente Que Rei Sou Eu? (1989). Essa última era uma inteligente sátira em forma de aventura capa e espada à situação política do Brasil no final do caótico Governo Sarney. Escreveu também duas novelas para o horário nobre, Champagne e Meu Bem, Meu Mal, em 1983 e 1990, mas que não tiveram o mesmo êxito de suas tramas para a faixa das sete horas.
Cassiano Gabus Mendes morreu de infarto do miocárdio em agosto de 1993, faltando menos de três semanas para o desfecho de sua última novela O Mapa da Mina. Cassiano era casado com Elenita Sánchez (irmã mais nova do também ator Luís Gustavo). O casal teve dois filhos Cássio e Tato Gabus Mendes que são importantes atores da atualidade, assim como seu cunhado Luís Gustavo, irmão de Helenita.
Sua grande característica era a de imprimir um delicioso tom irônico nos seus trabalhos, elaboradas e sofisticadas sátiras de costumes. Outro traço marcante era o de suas tramas raramente ultrapassarem o número de 30 personagens; assim, todos participavam diretamente do segmento da ação principal. Autores renomados, como Sílvio de Abreu, Maria Adelaide Amaral e Carlos Lombardi, veem-no como uma grande influência. Lombardi até prestou uma homenagem a ele, escalando-o como ator em Perigosas Peruas (1992). Cassiano a essa altura não atuava há décadas. Inicialmente ele faria apenas uma participação especial, mas acabou ficando a novela inteira, embora depois confessasse não ter gostado muito da experiência.
Em junho de 1994, quase um ano após sua morte, foi inaugurado, na Zona Leste de São Paulo, um viaduto que leva seu nome. A homenagem foi prestada pelo então secretário de obras municipal Reynaldo de Barros, representando o prefeito à ocasião, Paulo Maluf.
Algumas de suas telenovelas foram reencenadas na TV chilena. O remake de Marron Glacê fez tanto sucesso que teve uma segunda parte, o que não aconteceu com o original.

## Filmografia

### Como autor
Telenovelas
| Ano  | Trabalho                  | Emissora   | Faixa | Parceiros Titulares                 |
| ---- | ------------------------- | ---------- | ----- | ----------------------------------- |
| 1993 | O Mapa da Mina            | Rede Globo | 19h   | Maria Adelaide Amaral               |
| 1990 | Meu Bem, Meu Mal          | Rede Globo | 20h   | Maria Adelaide Amaral Djair Cardoso |
| 1989 | Que Rei Sou Eu?           | Rede Globo | 19h   |                                     |
| 1987 | Brega & Chique            | Rede Globo | 19h   |                                     |
| 1985 | Ti Ti Ti                  | Rede Globo | 19h   |                                     |
| 1983 | Champagne                 | Rede Globo | 20h   |                                     |
| 1982 | Elas por Elas             | Rede Globo | 19h   |                                     |
| 1980 | Plumas e Paetês           | Rede Globo | 19h   | Sílvio de Abreu                     |
| 1979 | Marron Glacê              | Rede Globo | 19h   |                                     |
| 1978 | Te Contei?                | Rede Globo | 19h   |                                     |
| 1977 | Locomotivas               | Rede Globo | 19h   |                                     |
| 1976 | Anjo Mau                  | Rede Globo | 19h   |                                     |
| 1968 | Beto Rockfeller           | Rede Tupi  | -     | Bráulio Pedroso                     |
| 1966 | O Amor Tem Cara de Mulher | Rede Tupi  | -     | Nené Cascallar                      |

flTelenovelas póstumas
| Ano  | Trabalho      | Emissora   | Escalação                  | Notas                                                    | Parceiros Titulares              |
| ---- | ------------- | ---------- | -------------------------- | -------------------------------------------------------- | -------------------------------- |
| 2023 | Elas por Elas | Rede Globo | Autor da história original | Remake da original homônima de 1982                      | Thereza Falcão Alessandro Marson |
| 2010 | Ti Ti Ti      | Rede Globo | Autor da história original | Remake da original homônima de 1985 e de Plumas e Paetês | Maria Adelaide Amaral            |
| 1997 | Anjo Mau      | Rede Globo | Autor da história original | Remake da original homônima de 1976                      | Maria Adelaide Amaral            |

Séries
| Ano       | Trabalho     | Emissora   | Escalação       | Parceiros Titulares                                           |
| --------- | ------------ | ---------- | --------------- | ------------------------------------------------------------- |
| 1983      | Mário Fofoca | Rede Globo | Criador         | Bráulio Pedroso Carlos Eduardo Novaes Luís Fernando Veríssimo |
| 1953 1964 | Alô Doçura   | Rede Tupi  | Autor principal |                                                               |

Adaptações em outros países
| Ano  | Trabalho             | País   | Emissora                     | Escalação                  | Notas                     | Parceiros Titulares            |
| ---- | -------------------- | ------ | ---------------------------- | -------------------------- | ------------------------- | ------------------------------ |
| 2011 | Ni contigo ni sin ti | México | Televisa                     | Autor da história original | Remake de Te Contei?      | Gabriela Ortigoza              |
| 1995 | El amor está de moda | Chile  | Canal 13                     | Autor da história original | Remake de Ti Ti Ti        | Gerardo Cáceres                |
| 1994 | Champaña             | Chile  | Canal 13                     | Autor da história original | Remake de Champagne       | Fernando Aragón Arnaldo Madrid |
| 1994 | Rompecorazón         | Chile  | Televisión Nacional de Chile | Autor da história original | Remake de Brega e Chique  | Jorge Marchant Sergio Bravo    |
| 1993 | Marrón Glacé         | Chile  | Canal 13                     | Autor da história original | Remake de Marron Glacê    | Fernando Aragón Arnaldo Madrid |
| 1992 | Fácil de amar        | Chile  | Canal 13                     | Autor da história original | Remake de Plumas e Paetês | Javier Larenas Peñafiel        |
| 1990 | Ellas por ellas      | Chile  | Canal 13                     | Autor da história original | Remake de Elas por Elas   | Silvia Hojman Claudio Navarro  |
| 1990 | ¿Te conté?           | Chile  | Canal 13                     | Autor da história original | Remake de Te Contei?      | Jorge Díaz Saenger             |
| 1988 | Bellas y audaces     | Chile  | Televisión Nacional de Chile | Autor da história original | Remake de Locomotivas     | Jorge Marchant                 |
| 1986 | Ángel malo           | Chile  | Canal 13                     | Autor da história original | Remake de Anjo Mau        | Jorge Díaz Saenger             |

### Como ator
Telenovelas
| Ano  | Trabalho         | Emissora   | Personagem             |
| ---- | ---------------- | ---------- | ---------------------- |
| 1992 | Perigosas Peruas | Rede Globo | D. Franco Torremolinos |

### Como diretor
Cinema
- 1956 - O Sobrado

## Prêmios e indicações

### Troféu Imprensa
| Ano  | Categoria            | Indicação             | Resultado |
| ---- | -------------------- | --------------------- | --------- |
| 1961 | Melhor Diretor de TV | Cassiano Gabus Mendes | Venceu    |

### Troféu Roquette Pinto
| Ano  | Categoria            | Indicação             | Resultado |
| ---- | -------------------- | --------------------- | --------- |
| 1952 | Melhor Diretor de TV | Cassiano Gabus Mendes | Venceu    |